# Faith Idehen
Faith Idehen (née le 2 mai 1973) est une athlète nigériane spécialiste du 100 mètres et des relais, c'est dans cette dernière discipline qu'elle réalise ses performances internationales.

## Carrière
Avec ses compatriotes Beatrice Utondu, Christy Opara-Thompson et Mary Onyali, elle remporte la médaille de bronze au relais 4 × 100 mètres des Jeux olympiques de Barcelone après avoir établi en séries le record d'Afrique en 42 s 39.

### Palmarès
| Date | Compétition                | Lieu      | Résultat | Épreuve   | Performance |
| ---- | -------------------------- | --------- | -------- | --------- | ----------- |
| 1992 | Jeux olympiques d'été      | Barcelone | 3e       | 4 x 100 m | 42 s 81     |
| 1992 | Coupe du monde des nations | La Havane | 3e       | 4 x 100 m | 44 s 21     |
| 1993 | Championnats d'Afrique     | Durban    | 1re      | 4 x 100 m | 43 s 49     |
| 1994 | Jeux du Commonwealth       | Victoria  | 1re      | 4 x 100 m | 43 s 29     |
| 1994 | Coupe du monde des nations | Londres   | 1re      | 4 x 100 m | 42 s 92     |
| 1995 | Jeux africains             | Harare    | 1re      | 4 x 100 m | 43 s 43     |

### Records
| Épreuve    | Performance | Lieu  | Date            |
| ---------- | ----------- | ----- | --------------- |
| 100 mètres | 11 s 34     | Lagos | 21 juillet 1989 |

## Vie personnelle
Idehen est la mère du joueur de football américain Noah Igbinoghene.